# Angelika Bergien
Angelika Bergien (* 1957) ist eine deutsche Sprachwissenschaftlerin. Sie ist seit 2002 Professorin für Anglistische Linguistik an der Otto-von-Guericke-Universität Magdeburg.

## Leben
Angelika Bergien studierte Englisch und Deutsch an der Universität Leipzig. Ihre Promotion erfolgte im Jahr 1983 mit einer Dissertation zur englischen Textlinguistik ebenfalls an der Universität Leipzig. An der gleichen Hochschule erfolgte 1990 auch ihre Habilitation. Der Titel ihrer Habilitationsschrift war Synchronisch-diachronische Untersuchungen zur Zeichensetzung in englischen Texten, welche 1993 als Monografie veröffentlicht wurde.
Bergien war von 1992 bis 1997 an der Universität Leipzig tätig. 1997 bis 1998 vertrat sie die Professur Englische Sprachwissenschaft und Geschichte der Englischen Sprache an der Technischen Universität Dresden. Von 1998 bis 2002 hatte sie die Professur für Allgemeine und Englische Linguistik an der Fachhochschule Anhalt inne. Im Jahr 2002 wurde sie Professorin für Anglistische Linguistik an der Otto-von-Guericke-Universität Magdeburg.

## Forschungsschwerpunkte
- Namensforschung
- Sprachliche Ikonizität
- Diskursanalyse

## Publikationen (Auswahl)

### Als Autorin
- Synchronisch-diachronische Untersuchungen zur Zeichensetzung in englischen Texten. Engelsbach, 1993.

- Das Lady-Gaga-Prinzip: Namen als Erklärungsmodelle im Kontext der Wirtschaft. In: Namenkundliche Informationen, 2012/2013.
- Iconicity in the coding of pragmatic functions: The case of disclaimers in argumentative discourse. In Elzbieta Tobakowska, Christina Ljungenberg, Olga Fischer (Hrsg.), Iconicity in Language and Literature: Insistent Images. John Benjamins, 2007.

### Als Herausgeberin
- mit Susanne Baudisch, Karlheinz Hengst, Dietlind Kremer, Steffen Patzold: Schwerpunktthema Namen in Europa – onomastische Beiträge aus Geschichte und Gegenwart im kulturellen Kontext: Festgabe für Dieter Kremer und Albrecht Greule. Deutsche Gesellschaft für Namensforschung, 2017.
- mit Susanne Baudisch, Albrecht Greule, Karlheinz Hengst, Dieter Kremer, Dietlind Kremer, Steffen Patzold: Schwerpunktthema Namen und Übersetzung. Leipziger Universitätsverlag, 2016.
- mit Susanne Baudisch: Namen und Geschichte in der Zeit der Einnamigkeit (ca. 400–1100). Leipziger Universitätsverlag, 2014.